# FAW Jiefang J5
Il FAW Jiefang J5 è un autocarro e trattore stradale prodotto da FAW Jiefang a partire dal 2004. Esso appartiene alla categoria degli autocarri con masse totali da 12 a 32 t.

## Contesto
Nel luglio del 2004, la FAW Jiefang presentò ufficialmente il suo primo camion pesante sviluppato interamente in patria: il Jiefang J5. Con questo modello, l’azienda inaugurò una nuova era per l’industria automobilistica cinese, poiché interruppe la dipendenza da progetti stranieri e affermò la propria capacità progettuale e produttiva autonoma nel segmento dei veicoli industriali pesanti.
Il J5 fu progettato per rispondere a esigenze diversificate del mercato cinese, in piena espansione all’inizio degli anni 2000. La piattaforma coprì una gamma di potenze che spaziò da 120 a oltre 520 cavalli, rendendolo adatto tanto al trasporto regionale quanto a quello su lunga distanza o all’impiego in cava e cantiere. Le configurazioni incluirono telai 4×2, 6×2, 6×4, con cabine basse o alte, letto singolo o doppio, ribaltabili, trattori e betoniere.
Sul piano meccanico, FAW equipaggiò il J5 con motori cinesi come i FAWDE CA6DL e i Weichai WP10/12, associati a cambi manuali FAST (8, 9 o 12 rapporti), oppure ZF nelle versioni superiori. La massa totale raggiunse le 32 tonnellate per i modelli cava e i 60–80 tonnellate per i trattori stradali con rimorchio. Le sospensioni posteriori rinforzate, i serbatoi carburante fino a 600 litri e le cabine aerodinamiche garantirono una buona combinazione di autonomia, robustezza e comfort.
Nel 2011, la FAW realizzò una delle prime forniture significative con il J5, quando consegnò dieci betoniere J5 mixer alla municipalità di Hangzhou, consolidando la fiducia del mercato domestico. Nel frattempo, l’azienda esportò il modello in numerosi paesi emergenti, tra cui Filippine, Nigeria, Pakistan, Algeria e Mali, dove il J5 venne apprezzato per il suo costo contenuto e la semplicità di manutenzione.
Il suo successo preparò il terreno per le evoluzioni successive: il J6, che debuttò nel 2007 con tecnologie più moderne e cabina completamente ridisegnata, e il J7, lanciato nel 2017 come modello premium, dotato di sistemi elettronici avanzati e omologato per gli standard europei Euro VI.
A livello produttivo, il J5 fu costruito nello stabilimento FAW di Changchun, in una linea capace di sfornare fino a 200.000 unità all’anno, rendendolo uno dei camion più prodotti della sua categoria in Asia nel primo decennio del Duemila.